# ۱۵۳۵ (میلادی)
۱۵۳۵ (میلادی) هزار و پانصد و سی و پنجمین سال تقویم میلادی است.

## زادگان
- ۳۱ مه – الساندرو آلوری، نقاش ایتالیایی (د. ۱۶۰۷)

## درگذشتگان
- ۴ مه – هنری هشتم (انگلستان)، آهنگساز و موسیقی‌دان بریتانیایی